# 심피오돈과
심피오돈과(Symphyodontaceae)는 털깃털이끼목에 속하는 이끼과의 하나이다. 기름종이이끼목의 기름종이이끼과와 달토니아과, 털깃털이끼목의 털깃털이끼과와 양털이끼과에 포함하여 분류하기도 한다.

## 하위 속
- Chaetomitriopsis - 기름종이이끼과에 포함하기도 함.
- Chaetomitrium - 기름종이이끼과에 포함하기도 함.
- Dimorphocladon - 기름종이이끼과에 포함하기도 함.
- Symphyodon - 달토니아과에 포함하기도 함.
- Trachythecium - 털깃털이끼과에 포함하기도 함.
- Unclejackia - 양털이끼과에 포함하기도 함.